# Distretto di Nahri Shahi
Il distretto di Nahri Shahi è un distretto dell'Afghanistan appartenente alla provincia di Balkh. Viene stimata una popolazione di 22 809 abitanti (stima 2016-17).